# Zestyk
Zestyk – w elektrotechnice dowolne połączenie torów prądowych w urządzeniach elektrycznych. Część zestyku należącą do jednego odcinka toru prądowego nazywamy stykiem.
Jest to konstrukcyjny zespół (przy użytkowaniu nierozdzielnym) styków wchodzących z sobą w styczność lub przerywających tę styczność. Najprostszy zestyk zawiera jeden styk ruchomy i jeden styk nieruchomy (stały). Zestaw styków tworzy zestyk złożony. 

## Podział zestyków
Ze względu na sposób pracy, kształt powierzchni kontaktu i sposób wykonania zestyki można podzielić według następujących kryteriów: 
- sposób pracy
  - nierozłączne nieruchome
  - nierozłączne ruchome
  - rozłączne bezłukowe
  - rozłączne łukowe
- kształt powierzchni kontaktu
  - jednopunktowe
  - wielopunktowe
  - liniowe
- konstrukcja.